# Edward Maunder
Pour les articles homonymes, voir Maunder.
Edward Walter Maunder, né le 12 avril 1851 à Londres où il est mort le 21 mars 1928, est un astronome anglais, surtout connu pour son étude des taches solaires et du cycle magnétique solaire qui lui permit d'identifier la période allant de 1645 à 1715, appelée maintenant minimum de Maunder. Il fut aussi un érudit biblique renommé.

## Biographie
Fils cadet d'un pasteur de la Wesleyan Society, il étudia au King's College de Londres sans obtenir de diplôme. Il travailla dans une banque londonienne pour financer ses études. En 1873, il retourna à l'Observatoire Royal, occupant un poste d'assistant spectroscopiste. Une partie de son travail consistait à photographier et à mesurer les taches solaires, et en faisant cela il observa que les latitudes solaires où se trouvent les taches solaires varient de façon régulière au cours du cycle de onze ans. En 1904, il publia ses résultats sous la forme du diagramme « papillon ». Après 1891, il fut assisté dans son travail par sa seconde épouse, Annie Scott Dill Maunder (née Russell), une mathématicienne formée au Girton College de Cambridge. Elle était une des « calculatrices » qui travaillèrent à l'Observatoire Royal de 1890 à 1895. 
Après avoir étudié les travaux de Gustav Spörer, qui avait identifié une période allant de 1400 à 1510 pendant laquelle les taches solaires avaient été rares (« le minimum de Spörer »), il examina d'anciens enregistrements provenant des archives de l'observatoire pour rechercher s'il existait d'autres périodes similaires. Ces études le conduisirent à annoncer en 1893 l'existence de la période qui porte maintenant son nom.
Il observa Mars et était très réservé sur l'existence des canaux martiens. Il réalisa des expériences visuelles à l'aide de disques comportant des marques qui le conduisirent à conclure, correctement, que la vision de canaux provenait d'une illusion d'optique. Il était aussi convaincu qu'il ne pouvait exister une vie « identique à celle sur Terre » sur Mars, car il n'y a pas de vents susceptibles d'égaliser les températures et les températures moyennes sont trop basses. Un cratère sur Mars (es) et un autre sur la Lune portent son nom (le cratère lunaire honore aussi sa femme Annie Maunder).
En 1890, Maunder fut un des leaders de la création de la British Astronomical Association. Bien qu'étant lui-même membre de la Royal Astronomical Society depuis 1875, il souhaitait une association d'astronomes ouverte à toute personne intéressée par l'astronomie, de toute classe sociale et en particulier, ouverte aux femmes. Plus tard, sa femme Annie fut une des premières femmes membre de la Royal Astronomical Society en 1916. Edward Maunder fut le premier éditeur de la revue de la BAA, un poste occupé plus tard par sa femme. Son frère plus âgé Thomas Frid Maunder (1841-1935) était un des cofondateurs et fut pendant 38 ans secrétaire de l'Association.
Edward Maunder se maria deux fois. En 1875, il épousa Edith Hannah Bustin qui eut cinq enfants. De son mariage avec Annie Scott Dill Russell (1868-1947) en 1895, il n'eut pas d'enfant.

## Publications
- E. Walter Maunder FRAS: The Royal Observatory, Greenwich: A Glance at its History and Work (1900)
- E. Maunder: Astronomy without a Telescope (1902)
- E.W. Maunder: Note on the distribution of sun-spots in heliographic latitude, 1874-1902, Monthly Notices of the Royal Astronomical Society, Vol. 64 (1904) p. 747-761
- E. Maunder: Astronomy of the Bible: An Elementary Commentary on the Astronomical References in the Holy Scripture (1908)
- A. and E. Maunder: The Heavens and their Story (1909)
- E.W. Maunder FRAS: The Science of the Stars (1912)
- E. Maunder: Are the Planets Inhabited? (1913)